# Panningen
Panningen, im Volksmund Kepèl genannt (nach der 1643 gebauten Kapelle), ist mit rund 7825 Einwohnern (Stand: 1. Januar 2024) das größte Dorf in der niederländischen Gemeinde Peel en Maas. Seit dem 1. Januar 2010 bildet Panningen, als Kern der vormaligen Gemeinde Helden, einen Teil der Gemeinde Peel.

## Geografie
Panningen liegt zentral zwischen den Städten Roermond, Weert und Venlo in der Provinz Limburg.

Ortschaften in der Umgebung sind Beringe, Koningslust, Helden und Egchel.

## Geschichte
Panningen entstand im 17. Jahrhundert als Siedlung um eine Wallfahrtskapelle. 1830 wurde der Ort unabhängige Gemeinde. 1929 wurde die Die-sieben Leiden-unserer-lieben-Frau-Kirche gebaut und die Kapelle im Jahre 1931 abgerissen.

## Wirtschaftsgeschichte
Ein wichtiger Erwerbszweig war die Backsteinindustrie. Die Steinfabrik Engels Helden, an der Steenstraat, und die Heldenschen Steinfabrik Vostermans’, an der Ruijsstraat, sind Zeugen davon. An der Steenovenstraat findet man den Ringofen aus dem Jahr 1909, der als „Rijksmonument“  klassifiziert wird.
Mittlerweile gibt es ein großes regionales Gewerbegebiet nördlich der Ortschaft Kessel. Es ist 65 Hektar groß und wird weiter ausgebaut.

## Sehenswürdigkeiten
- Die-sieben-Leiden-unserer-lieben-Frau-Kirche von 1929–1930
- Das Missionshaus, Kerkstraat 8
- Das Grabmal Guillon-Engels, auf der Grabstätte, angefertigt von dem Bildhauer Henri Leeuw sr.
- Die Friedhofskapelle von 1865, ursprünglich Grabkapelle des Pastors W. F. de Roij
- Die Sankt-Odilia-Kapelle, nahe Beekstraat 65, von 1864, restauriert 1984

## Natur und Landschaft
Panningen hat ein stark wachsendes städtisches Gebiet, so dass es mittlerweile baulich an Helden und Egchel im Osten und im Süden angrenzt. Es ist auf offener Sandfläche gelegen und hat eine Höhe von etwa 33 Metern. Die offene Fläche wird landwirtschaftlich genutzt, im Südwesten (Egcheler Heide) gibt es einen groß angelegten Bergbau-Bereich, der in Richtung des Entwässerungskanals Meijel zur Maas hin abfällt.

## Gewerbe
Das Dorf erfüllt eine wichtige regionale Funktion, da die umgebenden Städte jeweils in einer Entfernung von etwa 20 km liegen. Charakteristisch für Panningen ist dadurch ein relativ großer Einzelhandel, der zwischen 2000 und 2007 ausgebaut wurde. Zu nennen ist der Rathausplatz, der in den 1960er-Jahren mit dem Rathaus und modernen Häusern für die Geschäfte überholt wieder errichtet wurde. Das Rathaus wurde abgerissen, der charakteristische Turm nach und nach von The Pit ersetzt, einer überdachten Einkaufspassage. Das Rathaus wurde an die Stelle verlegt, wo einst die Marienschule stand. Die Gemeinde (oder CC In Kepèl), als die das kulturelle Zentrum des Platzes allgemein bekannt ist, wurde zu einem multifunktionalen Zentrum, genannt DOK6, mit Theater- und Kinosälen und einer trendigen Bar, ausgebaut. Die Programmierung für diese wird auch durch die Heldener Kulturstiftung C6 wahrgenommen. Neben DOK6 ist eine weitere überdachte Einkaufspassage darüber zu finden; De Parel („Die Perle“). Der Bau der beiden Einkaufszentren wurde 2007 abgeschlossen.

## Mundart
In Panningen spricht man Heldens, einen limburgischen Dialekt, der zur Untergruppe Ostlimburgisch gerechnet wird. Nach dem Ort ist die Sprachgrenze Panninger Linie benannt, die westlich und nördlich vorbeiführt.

## Karneval
Wie im gesamten Süden der Niederlande wird auch in Panningen Karneval gefeiert. Vor Ort wird dieses Volksfest organisiert von dem Verein De Kuus oeht Kepèl. De Kuus oeht Kepèl betrachtet 1952 als Gründungsjahr. Dies ermöglicht die erste Assoziation der Gemeinde. Zusammen mit Egchel und Beringe Kepel gründete sich in jenem Jahr die Kuuser Faschingsvereinigung. Der Weg des neuen Vereins war schwieriger als erwartet. Meinungsverschiedenheiten und wechselnde Führung gaben dem Verein ein anderes Gesicht. Nach einigen Jahren führte dies zu einer Spaltung und gründeten Kepel, Beringe und Egchel einen eigenen Verband.

## Persönlichkeiten
- Jorrit Hendrix (* 6. Februar 1995), Fußballspieler

## Bilder

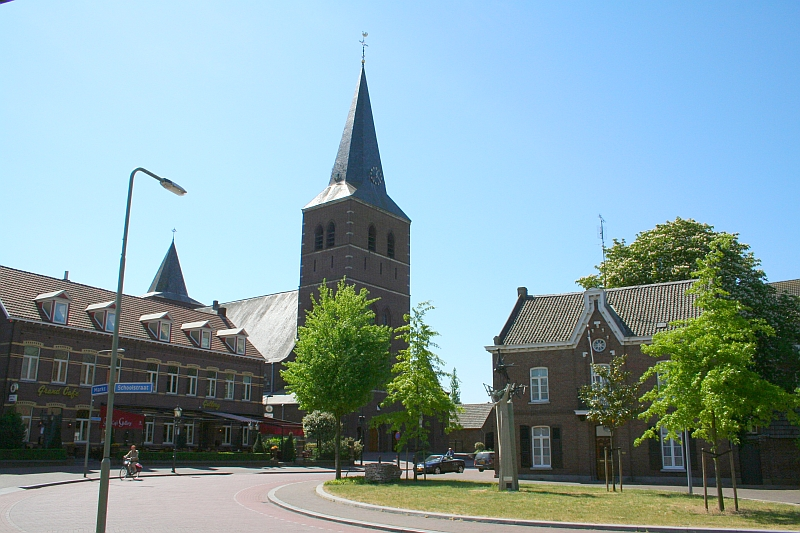
De kerk in Panningen
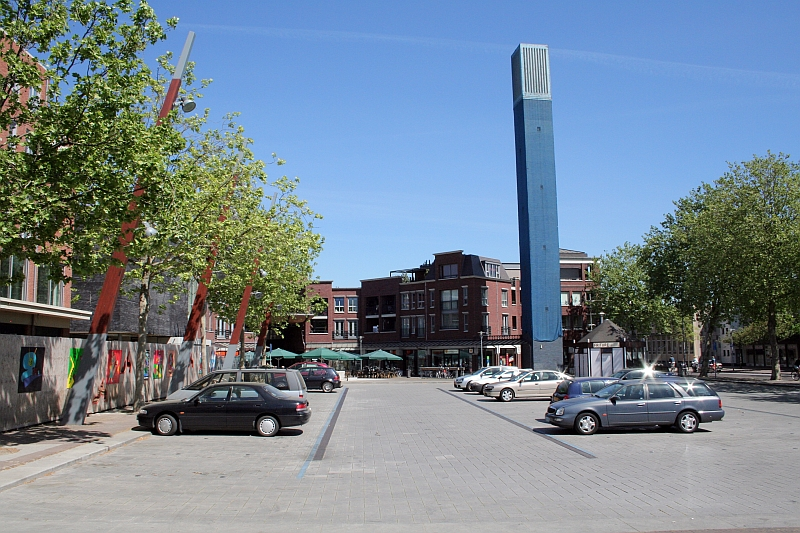
Het Raadhuisplein met de toren
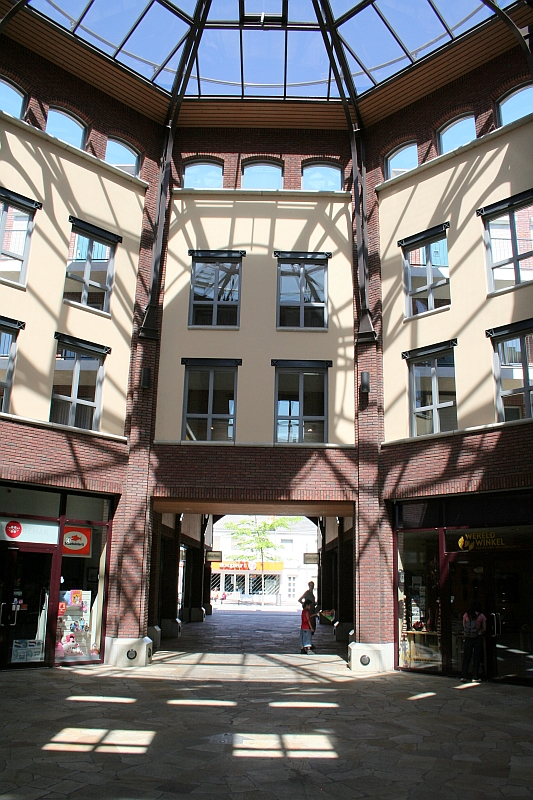
De Pit, Panningen